# Eleições estaduais no Piauí em 2022
As eleições estaduais no Piauí em 2022 ocorreram em 2 de outubro . Os eleitores aptos a votar elegeram um governador, vice-governador, um senador, 10 deputados para a Câmara dos Deputados e 30 deputados à Assembleia Legislativa. A governadora em exercício é Regina Sousa, do Partido dos Trabalhadores (PT), vice-governadora eleita em 2018, que assumiu o cargo em 31 de março de 2022 com a renúncia do titular Wellington Dias (PT) em virtude de sua pré-candidatura ao Senado Federal. Para a eleição ao Senado Federal, está em disputa a vaga ocupada por Elmano Férrer, do Progressistas (PP), eleito em 2014.
O governador eleito Rafael Fonteles (PT) e o vice Themistocles Filho (MDB) exercerão um mandato de alguns dias mais longo. Isso ocorre devido a Emenda Constitucional n° 111, que alterou a Constituição e estipulou que o mandato dos governadores dos Estados e do Distrito Federal deverá ser iniciado em 06 de janeiro após a eleição. Entretanto, os candidatos eleitos nesta eleição assumem dia 1º de janeiro de 2023 e entregam o cargo no dia 06 de janeiro de 2027 ou permanecem até 1° de janeiro de 2031 em caso de reeleição.

## Calendário eleitoral
| Calendário eleitoral      | Calendário eleitoral                                                                       |
| ------------------------- | ------------------------------------------------------------------------------------------ |
| 15 de maio                | Início do financiamento coletivo dos pré-candidatos                                        |
| 20 de julho a 5 de agosto | Convenções partidárias para a escolha dos candidatos e das coligações                      |
| 2 de outubro              | Primeiro turno das eleições                                                                |
| 7 a 28 de outubro         | Propaganda eleitoral gratuita no rádio e na televisão relativa a um eventual segundo turno |
| 30 de outubro             | Eventual segundo turno das eleições                                                        |
| até 19 de dezembro        | Diplomação dos eleitos pela Justiça Eleitoral                                              |

## Candidatos ao governo do Piauí
As convenções partidárias iniciaram-se no dia 20 de julho, se estendendo até 5 de agosto. Os seguintes partidos políticos já confirmaram suas candidaturas. Os partidos políticos têm até 15 de agosto de 2022 para registrar formalmente os seus candidatos.

### Candidaturas confirmadas
Nota: a tabela a seguir está organizada por ordem alfabética de candidatos.
| Governador(a)    | Governador(a) | Governador(a) | Cargo político anterior ou profissão       | Vice-Governador(a) | Vice-Governador(a) | Vice-Governador(a) | Coligação/ Federação                                                                | Número eleitoral | Tempo de horário eleitoral |
| Candidato        | Partido       | Partido       | Cargo político anterior ou profissão       | Candidato          | Partido            | Partido            | Coligação/ Federação                                                                | Número eleitoral | Tempo de horário eleitoral |
| Geraldo Carvalho |               | PSTU          | Professor                                  | Fran de Jesus      |                    | PSTU               | Sem coligação                                                                       | 16               | Sem tempo de rádio e TV    |
| Gustavo Henrique |               | Patriota      | Presidente estadual do Patriota no Piauí   | Josselene Muniz    |                    | Patriota           | Sem coligação                                                                       | 51               | 20s                        |
| Lourdes Melo     |               | PCO           | Professora                                 | Ronaldo Soares     |                    | PCO                | Sem coligação                                                                       | 29               | Sem tempo de rádio e TV    |
| Madalena Nunes   |               | PSOL          | Servidora pública da Justiça Federal       | Cynthia Falcão     |                    | PSOL               | Fed. PSOL REDE                                                                      | 50               | 22s                        |
| Rafael Fonteles  |               | PT            | Secretário estadual da Fazenda (2019–2022) | Themístocles Filho |                    | MDB                | A Força do Povo FE Brasil (PT, PCdoB, PV), PSB, PSD, PROS, Solidariedade, MDB, Agir | 13               | 3min50s                    |
| Ravenna Castro   |               | PMN           | Advogada e jornalista                      | Tenente Quixaba    |                    | PMN                | Sem coligação                                                                       | 33               | Sem tempo de rádio e TV    |
| Silvio Mendes    |               | UNIÃO         | Prefeito de Teresina (2005–2010)           | Iracema Portela    |                    | PP                 | Vamos Mudar o Piauí UNIÃO, PP, Fed. PSDB Cidadania, PDT, PTB, Avante                | 44               | 4min                       |

### Candidaturas indeferidas
| Governador(a) | Governador(a) | Governador(a) | Cargo político anterior ou profissão                  | Vice-Governador(a) | Vice-Governador(a) | Vice-Governador(a) | Coligação/ Federação            | Número eleitoral |
| Candidato     | Partido       | Partido       | Cargo político anterior ou profissão                  | Candidato          | Partido            | Partido            | Coligação/ Federação            | Número eleitoral |
| Gessy Lima    |               | PSC           | Secretária estadual de Economia Solidária (2021–2022) | Rogério Ribeiro    |                    | PSC                | O Piauí Tem Esperança PSC, PODE | 20               |

O TRE-PI anulou a convenção partidária da coligação O Piauí tem Esperança por descumprimento do prazo estatutário para publicação de edital ou convocação individualizada para a convenção partidária, na qual são escolhidas as pessoas que deverão concorrer a cada cargo nas eleições gerais. Cabe recurso da coligação.

### Desistências
| Governador(a)      | Governador(a) | Governador(a) | Cargo político anterior     | Vice-governador(a)   | Vice-governador(a) | Vice-governador(a) | Coligação/federação | Número eleitoral | Tempo de horário eleitoral |
| Candidato          | Partido       | Partido       | Cargo político anterior     | Candidato            | Partido            | Partido            | Coligação/federação | Número eleitoral | Tempo de horário eleitoral |
| Coronel Diego Melo |               | PL            | Sem cargo político anterior | Coronel Carlos Pinho |                    | PL                 | Sem coligação       | 22               | 47s                        |

O candidato Coronel Diego Melo, do Partido Liberal (PL), anunciou sua desistência em 29 de setembro para apoiar a candidatura de Silvio Mendes ao governo do Piauí, movimentando seus eleitores a votarem no postulante do União Brasil.

## Candidatos ao Senado Federal
As convenções partidárias iniciaram-se no dia 20 de julho, se estendendo até 5 de agosto. Os seguintes partidos políticos já confirmaram suas candidaturas. Os partidos políticos têm até 15 de agosto de 2022 para registrar formalmente os seus candidatos.

### Candidaturas confirmadas
Nota: a tabela a seguir está organizada por ordem alfabética de candidatos.
Nota: a tabela a seguir está organizada por ordem alfabética de candidatos.
| Senador(a)        | Senador(a) | Senador(a) | Cargo político anterior ou profissão | Suplentes           | Suplentes | Suplentes | Suplentes               | Suplentes | Suplentes     | Coligação/ Federação                                                              | Número eleitoral | Tempo de horário eleitoral |
| Candidato         | Partido    | Partido    | Cargo político anterior ou profissão | Candidato           | Partido   | Partido   | Candidato               | Partido   | Partido       | Coligação/ Federação                                                              | Número eleitoral | Tempo de horário eleitoral |
| Professor Ajosé   |            | PMN        | Professor                            | Carlinhos do PMN    |           | PMN       | Geovanni Santos         |           | PMN           | Não possui                                                                        | 333              | Não possui                 |
| Albertiza Moreira |            | PCO        | Professora                           | Marbri Venceslau    |           | PCO       | Estevandio Vieira       |           | PCO           | Não possui                                                                        | 290              | Não possui                 |
| George Magno      |            | PSOL       | Advogado                             | Alana Freitas       |           | PSOL      | Prof Jefferson Carvalho |           | REDE          | Fed. PSOL REDE                                                                    | 500              |                            |
| Gevásio Santos    |            | PSTU       | Professor                            | Romildo Araújo      |           | PSTU      | Egmar Oliveira          |           | PSTU          | Não possui                                                                        | 166              | Não possui                 |
| Joel Rodrigues    |            | PP         | Prefeito de Floriano (2017-2022)     | Charles da Silveira |           | PDT       | Belé Medeiros           |           | PP            | Vamos Mudar o Piauí UNIÃO, PP, Fed. PSDB Cidadania, PDT, PTB, Avante,PL           | 111              |                            |
| Wellington Dias   |            | PT         | Governador do Piauí (2015-2022)      | Jussara Lima        |           | PSD       | José Amauri             |           | Solidariedade | A Força do Povo FE Brasil (PT/PCdoB/PV), PSB, PSD, PROS, Solidariedade, MDB, Agir | 131              |                            |

### Desistências
| Senador(a)   | Senador(a) | Senador(a) | Cargo político anterior ou profissão | Suplentes         | Suplentes | Suplentes | Suplentes   | Suplentes | Suplentes | Coligação/ Federação            | Número eleitoral |
| Candidato    | Partido    | Partido    | Cargo político anterior ou profissão | Candidato         | Partido   | Partido   | Candidato   | Partido   | Partido   | Coligação/ Federação            | Número eleitoral |
| Fábio Sérvio |            | PODE       | Empresário                           | Alessander Vieira |           | PODE      | Paulo Cunha |           | PODE      | O Piauí tem Esperança PSC, PODE | 190              |

Fábio Sérvio justificou sua desistência afirmando que tem dificuldades partidárias e dificuldades de estrutura para sustentação de sua campanha ao senado. Pela rejeição que tem à Wellington Dias (PT), optou por apoiar seu principal adversário, Joel Rodrigues (PP).

### Candidaturas indeferidas
O TSE indeferiu a candidatura de Don Lotti.
| Senador(a) | Senador(a) | Senador(a) | Cargo político anterior ou profissão | Suplentes   | Suplentes | Suplentes | Suplentes         | Suplentes | Suplentes | Coligação/Federação | Número eleitoral | Tempo de horário eleitoral |
| Candidato  | Partido    | Partido    | Cargo político anterior ou profissão | Candidato   | Partido   | Partido   | Candidato         |           | Partido   | Coligação/Federação | Número eleitoral | Tempo de horário eleitoral |
| ---------- | ---------- | ---------- | ------------------------------------ | ----------- | --------- | --------- | ----------------- | --------- | --------- | ------------------- | ---------------- | -------------------------- |
| Don Lotti  |            | Patriota   | Agricultor                           | Pastor Sena |           | Patriota  | Engenheiro Herles |           | Patriota  | não possui          | 510              | não possui                 |

## Debates com os candidatos a governador
| Datas          | Organização                                                                                    | Mediação                    | Participantes | Ref.          |
| -------------- | ---------------------------------------------------------------------------------------------- | --------------------------- | --- | ------------- |
| 16 de agosto   | TV Cidade Verde Rádio Cidade Verde Cidadeverde.com                                             | Joelson Giordani            | Coronel Diego Melo Geraldo Carvalho Gessy Lima Gustavo Henrique Madalena Nunes Lourdes Melo Madalena Nunes Rafael Fonteles Silvio Mendes | [ 33 ]        |
| 16 de agosto   | TV Meio Norte Rádio Jornal Meio Norte (Teresina) Meio Norte FM (estado do Piauí) meionorte.com | Ieldyson Vasconcelos        | Coronel Diego Melo Geraldo Carvalho Gessy Lima Gustavo Henrique Madalena Nunes Lourdes Melo Madalena Nunes Rafael Fonteles Silvio Mendes | [ 34 ]        |
| 17 de agosto   | O Dia TV FM O Dia Portal O Dia                                                                 | Douglas Cordeiro            | Coronel Diego Melo Gessy Lima Gustavo Henrique Madalena Nunes Rafael Fonteles Silvio Mendes                                              | [ 35 ]        |
| 26 de setembro | TV Antena 10 Portal A10+                                                                       | Sayuri Sato e Beatriz Ribas | Coronel Diego Melo Gessy Lima Gustavo Henrique Madalena Nunes Rafael Fonteles Silvio Mendes                                              | [ 36 ]        |
| 27 de setembro | TV Clube Clube News FM FM Clube Portal Clube News g1 Piauí globoplay                           | Marcelo Magno               | Coronel Diego Melo Gessy Lima Gustavo Henrique Madalena Nunes Rafael Fonteles Silvio Mendes                                              | [ 37 ]        |
| 28 de setembro | TV Meio Norte Rádio Jornal Meio Norte (Teresina) Meio Norte FM (estado do Piauí) meionorte.com | Ieldyson Vasconcelos        | Coronel Diego Melo Geraldo Carvalho Gessy Lima Gustavo Henrique Madalena Nunes Lourdes Melo Madalena Nunes Rafael Fonteles               | [ 38 ] [ 39 ] |

## Pesquisas

### Para governador
| Período     | Instituto                                                | Amostragem                                               | Fontelles (PT)                                           | Silvio (UNIÃO)                                           | Diego (PL)                                               | Gessy (PSC)                                              | Madalena (PSOL)                                          | Gustavo (Patriota)                                       | Geraldo (PSTU)                                           | Ravenna (PMN)                                            | Lourdes (PCO)                                            | B/N                                                      | NS/NR                                                    | Vantagem                                                 |       |                                                                                             |                                                                                             |                                                                                             |                                                                                             |                                                                                             |                                                                                             |                                                                                             |                                                                                             |                                                                                             |                                                                                             |                                                                                             |                                                                                             |                                                                                             |                                                                                             |
| ----------- | -------------------------------------------------------- | -------------------------------------------------------- | -------------------------------------------------------- | -------------------------------------------------------- | -------------------------------------------------------- | -------------------------------------------------------- | -------------------------------------------------------- | -------------------------------------------------------- | -------------------------------------------------------- | -------------------------------------------------------- | -------------------------------------------------------- | -------------------------------------------------------- | -------------------------------------------------------- | -------------------------------------------------------- | ----- | ------------------------------------------------------------------------------------------- | ------------------------------------------------------------------------------------------- | ------------------------------------------------------------------------------------------- | ------------------------------------------------------------------------------------------- | ------------------------------------------------------------------------------------------- | ------------------------------------------------------------------------------------------- | ------------------------------------------------------------------------------------------- | ------------------------------------------------------------------------------------------- | ------------------------------------------------------------------------------------------- | ------------------------------------------------------------------------------------------- | ------------------------------------------------------------------------------------------- | ------------------------------------------------------------------------------------------- | ------------------------------------------------------------------------------------------- | ------------------------------------------------------------------------------------------- |
| Período     | Instituto                                                | Amostragem                                               | Fontelles (PT)                                           | Silvio (UNIÃO)                                           | Diego (PL)                                               | Gessy (PSC)                                              | Madalena (PSOL)                                          | Gustavo (Patriota)                                       | Geraldo (PSTU)                                           | Ravenna (PMN)                                            | Lourdes (PCO)                                            | B/N                                                      | NS/NR                                                    | Vantagem                                                 | 29/09 | Coronel Diego Melo (PL) desistiu de sua candidatura para apoiar a de Silvio Mendes (UNIÃO). | Coronel Diego Melo (PL) desistiu de sua candidatura para apoiar a de Silvio Mendes (UNIÃO). | Coronel Diego Melo (PL) desistiu de sua candidatura para apoiar a de Silvio Mendes (UNIÃO). | Coronel Diego Melo (PL) desistiu de sua candidatura para apoiar a de Silvio Mendes (UNIÃO). | Coronel Diego Melo (PL) desistiu de sua candidatura para apoiar a de Silvio Mendes (UNIÃO). | Coronel Diego Melo (PL) desistiu de sua candidatura para apoiar a de Silvio Mendes (UNIÃO). | Coronel Diego Melo (PL) desistiu de sua candidatura para apoiar a de Silvio Mendes (UNIÃO). | Coronel Diego Melo (PL) desistiu de sua candidatura para apoiar a de Silvio Mendes (UNIÃO). | Coronel Diego Melo (PL) desistiu de sua candidatura para apoiar a de Silvio Mendes (UNIÃO). | Coronel Diego Melo (PL) desistiu de sua candidatura para apoiar a de Silvio Mendes (UNIÃO). | Coronel Diego Melo (PL) desistiu de sua candidatura para apoiar a de Silvio Mendes (UNIÃO). | Coronel Diego Melo (PL) desistiu de sua candidatura para apoiar a de Silvio Mendes (UNIÃO). | Coronel Diego Melo (PL) desistiu de sua candidatura para apoiar a de Silvio Mendes (UNIÃO). | Coronel Diego Melo (PL) desistiu de sua candidatura para apoiar a de Silvio Mendes (UNIÃO). |
| 26-27/09    | Real Time Big Data PI-01832/2022                         | 1 000                                                    | 39%                                                      | 45%                                                      | 3%                                                       | 1%                                                       | 0%                                                       | 0%                                                       | 0%                                                       | 0%                                                       | 1%                                                       | 5%                                                       | 6%                                                       | 6%                                                       |       |                                                                                             |                                                                                             |                                                                                             |                                                                                             |                                                                                             |                                                                                             |                                                                                             |                                                                                             |                                                                                             |                                                                                             |                                                                                             |                                                                                             |                                                                                             |                                                                                             |
| 21-25/09    | Paraná Pesquisas PI-00324/2022                           | 1 380                                                    | 34%                                                      | 45,1%                                                    | 2,9%                                                     | 1,4%                                                     | 0,5%                                                     | 0,5%                                                     | 0,8%                                                     | 0,4%                                                     | 1%                                                       | 7%                                                       | 6,4%                                                     | 9,1%                                                     |       |                                                                                             |                                                                                             |                                                                                             |                                                                                             |                                                                                             |                                                                                             |                                                                                             |                                                                                             |                                                                                             |                                                                                             |                                                                                             |                                                                                             |                                                                                             |                                                                                             |
| 20-25/09    | Datamax PI-07729/2022                                    | 2.000                                                    | 52,70%                                                   | 44,06%                                                   | 1,05%                                                    | 1,30%                                                    | 0,19%                                                    | 0,25%                                                    | 0,19%                                                    | 0,12%                                                    | 0,12%                                                    | –                                                        | –                                                        | 8,64%                                                    |       |                                                                                             |                                                                                             |                                                                                             |                                                                                             |                                                                                             |                                                                                             |                                                                                             |                                                                                             |                                                                                             |                                                                                             |                                                                                             |                                                                                             |                                                                                             |                                                                                             |
| 19-23/09    | Amostragem PI-00381/2022                                 | 2.000                                                    | 41,05%                                                   | 36,1%                                                    | 1,35%                                                    | 0,8%                                                     | 0,65%                                                    | 0,5%                                                     | 0,45%                                                    | 0,2%                                                     | 0,55%                                                    | 8,15%                                                    | 10,2%                                                    | 4,95%                                                    |       |                                                                                             |                                                                                             |                                                                                             |                                                                                             |                                                                                             |                                                                                             |                                                                                             |                                                                                             |                                                                                             |                                                                                             |                                                                                             |                                                                                             |                                                                                             |                                                                                             |
| 12-16/09    | Instituto Opinar PI-02954/2022                           | 1.250                                                    | 34,76%                                                   | 41,04%                                                   | 1,44%                                                    | 1,28%                                                    | 0,12%                                                    | 0,60%                                                    | 0,36%                                                    | 0,44%                                                    | 0,32%                                                    | 6,80%                                                    | 12,80%                                                   | 6,28%                                                    |       |                                                                                             |                                                                                             |                                                                                             |                                                                                             |                                                                                             |                                                                                             |                                                                                             |                                                                                             |                                                                                             |                                                                                             |                                                                                             |                                                                                             |                                                                                             |                                                                                             |
| 12/09       | O TRE-PI indeferiu a candidatura de Gessy Fonseca (PSC). | O TRE-PI indeferiu a candidatura de Gessy Fonseca (PSC). | O TRE-PI indeferiu a candidatura de Gessy Fonseca (PSC). | O TRE-PI indeferiu a candidatura de Gessy Fonseca (PSC). | O TRE-PI indeferiu a candidatura de Gessy Fonseca (PSC). | O TRE-PI indeferiu a candidatura de Gessy Fonseca (PSC). | O TRE-PI indeferiu a candidatura de Gessy Fonseca (PSC). | O TRE-PI indeferiu a candidatura de Gessy Fonseca (PSC). | O TRE-PI indeferiu a candidatura de Gessy Fonseca (PSC). | O TRE-PI indeferiu a candidatura de Gessy Fonseca (PSC). | O TRE-PI indeferiu a candidatura de Gessy Fonseca (PSC). | O TRE-PI indeferiu a candidatura de Gessy Fonseca (PSC). | O TRE-PI indeferiu a candidatura de Gessy Fonseca (PSC). | O TRE-PI indeferiu a candidatura de Gessy Fonseca (PSC). |       |                                                                                             |                                                                                             |                                                                                             |                                                                                             |                                                                                             |                                                                                             |                                                                                             |                                                                                             |                                                                                             |                                                                                             |                                                                                             |                                                                                             |                                                                                             |                                                                                             |
| 09-11/09    | IPEC PI-05214/2022                                       | 800                                                      | 29%                                                      | 43%                                                      | 3%                                                       | 1%                                                       | 1%                                                       | 1%                                                       | 1%                                                       | 1%                                                       | 1%                                                       | 10%                                                      | 10%                                                      | 14%                                                      |       |                                                                                             |                                                                                             |                                                                                             |                                                                                             |                                                                                             |                                                                                             |                                                                                             |                                                                                             |                                                                                             |                                                                                             |                                                                                             |                                                                                             |                                                                                             |                                                                                             |
| 06-11/09    | Datamax PI-04308/2022                                    | 2 000                                                    | 49,49%                                                   | 44,53%                                                   | 2,60%                                                    | 1,45%                                                    | 0,30%                                                    | 0,54%                                                    | 0,30%                                                    | 0,48%                                                    | 0,30%                                                    | –                                                        | –                                                        | 4,96%                                                    |       |                                                                                             |                                                                                             |                                                                                             |                                                                                             |                                                                                             |                                                                                             |                                                                                             |                                                                                             |                                                                                             |                                                                                             |                                                                                             |                                                                                             |                                                                                             |                                                                                             |
| 05-09/09    | Amostragem PI-01010/2022                                 | 2 000                                                    | 38,00%                                                   | 36,70%                                                   | 5,05%                                                    | 1,55%                                                    | 0,25%                                                    | 0,60%                                                    | 0,85%                                                    | 0,50%                                                    | 0,45%                                                    | 9,05%                                                    | 10,00%                                                   | 1,3%                                                     |       |                                                                                             |                                                                                             |                                                                                             |                                                                                             |                                                                                             |                                                                                             |                                                                                             |                                                                                             |                                                                                             |                                                                                             |                                                                                             |                                                                                             |                                                                                             |                                                                                             |
| 03-07/09    | Paraná Pesquisas PI-02405/2022                           | 1 380                                                    | 29,1%                                                    | 44,3%                                                    | 2,0%                                                     | 1,2%                                                     | 1,4%                                                     | 0,4%                                                     | 0,7%                                                     | 0,7%                                                     | 0,5%                                                     | 11,2%                                                    | 8,7%                                                     | 15,2%                                                    |       |                                                                                             |                                                                                             |                                                                                             |                                                                                             |                                                                                             |                                                                                             |                                                                                             |                                                                                             |                                                                                             |                                                                                             |                                                                                             |                                                                                             |                                                                                             |                                                                                             |
| 30/08-04/09 | Datamax PI-01216/2022                                    | 2 000                                                    | 49,31%                                                   | 44,40%                                                   | 2,64%                                                    | 1,51%                                                    | 1,01%                                                    | 0,25%                                                    | 0,44%                                                    | 0,31%                                                    | 0,13%                                                    | –                                                        | –                                                        | 4,91%                                                    |       |                                                                                             |                                                                                             |                                                                                             |                                                                                             |                                                                                             |                                                                                             |                                                                                             |                                                                                             |                                                                                             |                                                                                             |                                                                                             |                                                                                             |                                                                                             |                                                                                             |
| 27-29/08    | Instituto Opinar PI-08363/2022                           | 1 082                                                    | 34,28%                                                   | 48,98%                                                   | 2,40%                                                    | 0,83%                                                    | 0,37%                                                    | 0,37%                                                    | 0,28%                                                    | 0,74%                                                    | 0,83%                                                    | 4,07%                                                    | 6,84%                                                    | 14,7%                                                    |       |                                                                                             |                                                                                             |                                                                                             |                                                                                             |                                                                                             |                                                                                             |                                                                                             |                                                                                             |                                                                                             |                                                                                             |                                                                                             |                                                                                             |                                                                                             |                                                                                             |
| 19-21/08    | IPEC PI-09637/2022                                       | 800                                                      | 23%                                                      | 38%                                                      | 2%                                                       | 3%                                                       | 1%                                                       | 2%                                                       | 2%                                                       | 1%                                                       | 1%                                                       | 10%                                                      | 17%                                                      | 15%                                                      |       |                                                                                             |                                                                                             |                                                                                             |                                                                                             |                                                                                             |                                                                                             |                                                                                             |                                                                                             |                                                                                             |                                                                                             |                                                                                             |                                                                                             |                                                                                             |                                                                                             |
| 02-07/08    | Datamax PI-02984/2022                                    | 2 000                                                    | 39,25%                                                   | 31,60%                                                   | 2,50%                                                    | 1,55%                                                    | 0,65%                                                    | 0,25%                                                    | 0,30%                                                    | 0,80%                                                    | —                                                        | 7,05%                                                    | 16,05%                                                   | 7,65%                                                    |       |                                                                                             |                                                                                             |                                                                                             |                                                                                             |                                                                                             |                                                                                             |                                                                                             |                                                                                             |                                                                                             |                                                                                             |                                                                                             |                                                                                             |                                                                                             |                                                                                             |

### Para senador
| Período     | Instituto                                                     | Amostragem                                                    | Wellington (PT)                                               | Joel (PP)                                                     | Sérvio (PODE)                                                 | Ajosé (PMN)                                                   | George (PSOL)                                                 | Gervásio (PSTU)                                               | Albetiza (PCO)                                                | B/N                                                           | NS/NR                                                         | Vantagem                                                      |   |   |   |        |        |        |
| ----------- | ------------------------------------------------------------- | ------------------------------------------------------------- | ------------------------------------------------------------- | ------------------------------------------------------------- | ------------------------------------------------------------- | ------------------------------------------------------------- | ------------------------------------------------------------- | ------------------------------------------------------------- | ------------------------------------------------------------- | ------------------------------------------------------------- | ------------------------------------------------------------- | ------------------------------------------------------------- | - | - | - | ------ | ------ | ------ |
| Período     | Instituto                                                     | Amostragem                                                    | 02-07/08                                                      | Datamax PI-02984/2022                                         | 2 000                                                         | 47,15%                                                        | 14,85%                                                        | 2,75%                                                         | 4,40%                                                         | B/N                                                           | NS/NR                                                         | Vantagem                                                      | — | — | — | 13,10% | 17,75% | 32,30% |
| 19-21/08    | IPEC PI-09637/2022                                            | 800                                                           | 49%                                                           | 10%                                                           | 4%                                                            | 3%                                                            | 2%                                                            | 1%                                                            | 1%                                                            | 12%                                                           | 19%                                                           | 39%                                                           |   |   |   |        |        |        |
| 27-29/08    | Instituto Opinar PI-08363/2022                                | 1 082                                                         | 53,20%                                                        | 20,15%                                                        | 0,65%                                                         | 1,11%                                                         | 0,46%                                                         | 0,28%                                                         | 0,55%                                                         | 14,23%                                                        | 9,15%                                                         | 33,05%                                                        |   |   |   |        |        |        |
| 29/08       | Fábio Sérvio (PODE) desiste de candidatura ao Senado Federal. | Fábio Sérvio (PODE) desiste de candidatura ao Senado Federal. | Fábio Sérvio (PODE) desiste de candidatura ao Senado Federal. | Fábio Sérvio (PODE) desiste de candidatura ao Senado Federal. | Fábio Sérvio (PODE) desiste de candidatura ao Senado Federal. | Fábio Sérvio (PODE) desiste de candidatura ao Senado Federal. | Fábio Sérvio (PODE) desiste de candidatura ao Senado Federal. | Fábio Sérvio (PODE) desiste de candidatura ao Senado Federal. | Fábio Sérvio (PODE) desiste de candidatura ao Senado Federal. | Fábio Sérvio (PODE) desiste de candidatura ao Senado Federal. | Fábio Sérvio (PODE) desiste de candidatura ao Senado Federal. | Fábio Sérvio (PODE) desiste de candidatura ao Senado Federal. |   |   |   |        |        |        |
| Período     | Instituto                                                     | Amostragem                                                    | Wellington (PT)                                               | Joel (PP)                                                     | Ajosé (PMN)                                                   | George (PSOL)                                                 | Lotti (Patriota)                                              | Gervásio (PSTU)                                               | Albetiza (PCO)                                                | B/N                                                           | NS/NR                                                         | Vantagem                                                      |   |   |   |        |        |        |
| Período     | Instituto                                                     | Amostragem                                                    |                                                               |                                                               |                                                               |                                                               |                                                               |                                                               |                                                               | B/N                                                           | NS/NR                                                         | Vantagem                                                      |   |   |   |        |        |        |
| 30/08-04/09 | Datamax PI-01216/2022                                         | 2 000                                                         | 68,48%                                                        | 24,78%                                                        | 1,93%                                                         | 1,85%                                                         | 0,59%                                                         | 0,74%                                                         | 1,26%                                                         | 8,20%                                                         | 24,40%                                                        | 43,7%                                                         |   |   |   |        |        |        |
| 03-07/09    | Paraná Pesquisas PI-02405/2022                                | 1 380                                                         | 45,7%                                                         | 22,5%                                                         | 1,2%                                                          | 0,6%                                                          | 0,2%                                                          | 0,7%                                                          | 0,6%                                                          | 14,6%                                                         | 13,9%                                                         | 23,2%                                                         |   |   |   |        |        |        |
| 05-09/09    | Amostragem PI-01010/2022                                      | 2 000                                                         | 65,04%                                                        | 27,41%                                                        | 1,63%                                                         | 2,60%                                                         | 0,85%                                                         | 1,37%                                                         | 1,15%                                                         | –                                                             | –                                                             | 37,63%                                                        |   |   |   |        |        |        |
| 06-11/09    | Datamax PI-04308/2022                                         | 2 000                                                         | 63,85%                                                        | 29,95%                                                        | 1,91%                                                         | 1,43%                                                         | 0,54%                                                         | 0,68%                                                         | 1,63%                                                         | 8,10%                                                         | 18,45%                                                        | 33,9%                                                         |   |   |   |        |        |        |
| 09-11/09    | IPEC PI-05214/2022                                            | 800                                                           | 46%                                                           | 26%                                                           | 1%                                                            | 1%                                                            | 0%                                                            | 1%                                                            | 1%                                                            | 12%                                                           | 11%                                                           | 20%                                                           |   |   |   |        |        |        |
| 12-16/09    | Instituto Opinar PI-02954/2022                                | 1.250                                                         | 46,4%                                                         | 22,8%                                                         | 0,9%                                                          | 1%                                                            | 0,3%                                                          | 0,4%                                                          | 0,6%                                                          | 11,6%                                                         | 16%                                                           | 23,6%                                                         |   |   |   |        |        |        |
| 19-23/09    | Amostragem PI-00381/2022                                      | 2.000                                                         | 48,25%                                                        | 24,75%                                                        | 1,2%                                                          | 0,95%                                                         | 0,7%                                                          | 0,75%                                                         | 0,75%                                                         | 19,85%                                                        | 2,39%                                                         | 23,5%                                                         |   |   |   |        |        |        |
| 20-25/09    | Datamax PI-07729/2022                                         | 2.000                                                         | 62,86%                                                        | 34,12%                                                        | 1,14%                                                         | 0,87%                                                         | 0,07%                                                         | 0,40%                                                         | 0,54%                                                         | –                                                             | –                                                             | 28,74%                                                        |   |   |   |        |        |        |
| 21-25/09    | Paraná Pesquisas PI-00324/2022                                | 1 380                                                         | 42,5%                                                         | 34,7%                                                         | 1,2%                                                          | 0,7%                                                          | —                                                             | 0,4%                                                          | 0,8%                                                          | 10,4%                                                         | 9,3%                                                          | 7,8%                                                          |   |   |   |        |        |        |
| 26-27/09    | Real Time Big Data PI-01832/2022                              | 1 000                                                         | 42%                                                           | 39%                                                           | 0%                                                            | 1%                                                            | 0%                                                            | 0%                                                            | 0%                                                            | 9%                                                            | 8%                                                            | 3%                                                            |   |   |   |        |        |        |

## Resultados
Eleição para governador:
| Candidato(a)             | Vice                     | Coligação                                                                         | Votos recebidos | Percentual |
| ------------------------ | ------------------------ | --------------------------------------------------------------------------------- | --------------- | ---------- |
| Rafael Fonteles (PT)     | Themistocles Filho (MDB) | A Força do Povo FE Brasil (PT/PCdoB/PV), PSB, PSD, PROS, Solidariedade, MDB, Agir | 1.115.139       | 57,17%     |
| Silvio Mendes (UNIÃO)    | Iracema Portella (PP)    | Vamos Mudar o Piauí UNIÃO, PP, Fed. PSDB Cidadania, PDT, PTB, Avante              | 811.806         | 41,62%     |
| Gessy Lima (PSC)         | Rogério Ribeiro (PSC)    | O Piauí tem Esperança PSC, PODE                                                   | 13.209          | 0,68%      |
| Madalena Nunes (PSOL)    | Cynthia Falcão (PSOL)    | Fed. PSOL REDE                                                                    | 4.759           | 0,24%      |
| Lourdes Melo (PCO)       | Ronaldo Soares (PCO)     | Partido Isolado                                                                   | 1.924           | 0,10%      |
| Geraldo Carvalho (PSTU)  | Fran de Jesus (PSTU)     | Partido Isolado                                                                   | 1.425           | 0,07%      |
| Ravena Castro (PMN)      | Tenente Quixaba (PMN)    | Partido Isolado                                                                   | 1.167           | 0,06%      |
| Gustavo Henrique (PATRI) | Josselene Muniz (PATRI)  | Partido Isolado                                                                   | 1.027           | 0,05%      |

| Partido | Partido  | Candidato        | Votos     | Votos (%) |
| ------- | -------- | ---------------- | --------- | --------- |
|         | PT       | Rafael Fonteles  | 1 115 139 | 57,17%    |
|         | UNIÃO    | Silvio Mendes    | 811 806   | 41,62%    |
|         | PSC      | Gessy Lima       | 13 209    | 0,68%     |
|         | PSOL     | Madalena Nunes   | 4 759     | 0,24%     |
|         | PCO      | Lourdes Melo     | 1 924     | 0,1%      |
|         | PSTU     | Geraldo Carvalho | 1 425     | 0,07%     |
|         | PMN      | Ravenna          | 1 167     | 0,06%     |
|         | PATRIOTA | Gustavo Henrique | 1 027     | 0,05%     |
| Totais  | Totais   | Totais           | 1 950 456 |           |

Eleição para senador.
| Candidato              | Suplentes                                               | Coligação                                                                         | Votos recebidos | Percentual |
| ---------------------- | ------------------------------------------------------- | --------------------------------------------------------------------------------- | --------------- | ---------- |
| Wellington Dias (PT)   | 1°Jussara Lima (PSD) 2°José Aumari (Solidariedade)      | A Força do Povo FE Brasil (PT/PCdoB/PV), PSB, PSD, PROS, Solidariedade, MDB, Agir | 962.194         | 51,34%     |
| Joel Rodrigues (PP)    | 1°Charles da Silveira (PDT) 2°Belé Medeiros (PP)        | Vamos Mudar o Piauí UNIÃO, PP, Fed. PSDB Cidadania, PDT, PTB, Avante              | 892.010         | 47,6%      |
| Professor Ajosé (PMN)  | 1°Carlinhos do PMN (PMN) 2°Giovani Santos (PMN)         | Partido Isolado                                                                   | 8.949           | 0,48%      |
| George Magno (PSOL)    | 1°Alana Freitas (PSOL) 2°Prof Jefferson Carvalho (REDE) | Partido Isolado                                                                   | 7.895           | 0,42%      |
| Albetiza Moreira (PCO) | 1°Marbri Venceslau (PCO) 2°Estevandio Vieira (PCO)      | Partido Isolado                                                                   | 1.730           | 0,09%      |
| Gervásio Santos (PSTU) | 1°Romildo de Castro (PSTU) 2°Egmar Oliveira (PSTU)      | Partido Isolado                                                                   | 1.265           | 0,07%      |

## Deputados federais eleitos
Representação eleita   PT: 4  PSD:3  PP: 2  PV:1

São relacionados os candidatos eleitos com informações complementares da Câmara dos Deputados.
| Deputados federais eleitos | Partido | Votação | Percentual | Cidade onde nasceu     | Unidade federativa |
| Júlio César                | PSD     | 134.863 | 6,88%      | Guadalupe              | Piauí              |
| Francisco Costa            | PT      | 128.080 | 6,53%      | São Francisco do Piauí | Piauí              |
| Castro Neto                | PSD     | 127.753 | 6,52%      | Teresina               | Piauí              |
| Rejane Dias                | PT      | 125.774 | 6,42%      | São João do Piauí      | Piauí              |
| Júlio Arcoverde            | PP      | 117.669 | 6,00%      | Teresina               | Piauí              |
| Florentino Neto            | PT      | 105.739 | 5,39%      | Buriti dos Lopes       | Piauí              |
| Flávio Nogueira            | PT      | 100.151 | 5,11%      | Alto Santo             | Ceará              |
| Átila Lira                 | PP      | 92.791  | 4,73%      | Teresina               | Piauí              |
| Jadyel Alencar             | PV      | 83.175  | 4,24%      | Teresina               | Piauí              |
| Marcos Aurélio Sampaio     | PSD     | 79.987  | 4,08%      | Teresina               | Piauí              |
| Fontes:                    |         |         |            |                        |                    |

## Deputados estaduais eleitos
Foram eleitos 30 deputados estaduais, com a ressalva de convocações de suplentes durante a legislatura.

Representação eleita
     PT (12)
     MDB (9)
     PP (7)
     Republicanos (1)
     Solidariedade (1)

| Deputados estaduais eleitos | Partido | Votação | Percentual | Cidade onde nasceu | Unidade federativa |
| Georgiano Neto              | MDB     | 109.025 |            | Teresina           | Piauí              |
| Severo Eulálio              | MDB     | 59.133  |            | Teresina           | Piauí              |
| Thales Coelho Pimentel      | PP      | 57.761  |            | Canto do Buriti    | Piauí              |
| Pablo Santos                | MDB     | 55.893  |            | Picos              | Piauí              |
| Flávio Nogueira Júnior      | PT      | 55.341  |            | Teresina           | Piauí              |
| Ana Paula                   | MDB     | 50.580  |            | Guadalupe          | Piauí              |
| Wilson Brandão              | PP      | 50.421  |            | Rio de Janeiro     | Rio de Janeiro     |
| Janaína Marques             | PT      | 49.692  |            | Teresina           | Piauí              |
| Francisco Lima              | PT      | 46.899  |            | Matias Olímpio     | Piauí              |
| Felipe Sampaio              | MDB     | 44.256  |            | Teresina           | Piauí              |
| Jeová Alencar               | REP     | 44.095  |            | Fortaleza          | Ceará              |
| João Madison Nogueira       | MDB     | 43.832  |            | Corrente           | Piauí              |
| Gustavo Neiva               | PP      | 42.258  |            | Teresina           | Piauí              |
| Firmino Paulo               | PT      | 39.854  |            | Teresina           | Piauí              |
| Gracinha Mão Santa          | PP      | 39.515  |            | Parnaíba           | Piauí              |
| Hélio Isaías                | PT      | 38.984  |            | Teresina           | Piauí              |
| Hélio Oliveira              | MDB     | 38.029  |            | Canto do Buriti    | Piauí              |
| Fábio Xavier                | PT      | 37.538  |            | São Luís           | Maranhão           |
| Marden Menezes              | PP      | 36.919  |            | Teresina           | Piauí              |
| Henrique Pires              | MDB     | 36.407  |            | Recife             | Pernambuco         |
| Fábio Novo                  | PT      | 35.510  |            | Bom Jesus          | Piauí              |
| Bárbara do Firmino          | PP      | 35.276  |            | Teresina           | Piauí              |
| Carlos Augusto              | MDB     | 34.396  |            | Corrente           | Piauí              |
| Nerinho                     | PT      | 33.695  |            | Picos              | Piauí              |
| Vinicius Nascimento         | PT      | 33.437  |            | Teresina           | Piauí              |
| Franzé Silva                | PT      | 33.090  |            | Buriti dos Lopes   | Piauí              |
| Aldo Gil                    | PP      | 29.600  |            | Picos              | Piauí              |
| Rubens Vieira               | PT      | 28.835  |            | Cocal              | Piauí              |
| Gil Carlos                  | PT      | 23.805  |            | São João do Piauí  | Piauí              |
| Evaldo Gomes                | SD      | 20.920  |            | Teresina           | Piauí              |
| Fontes:                     |         |         |            |                    |                    |